# Taigum
Taigum är en del av en befolkad plats i Australien. Den ligger i kommunen Brisbane och delstaten Queensland, omkring 14 kilometer norr om delstatshuvudstaden Brisbane. Antalet invånare är 5 164.
Runt Taigum är det tätbefolkat, med 947 invånare per kvadratkilometer.. Närmaste större samhälle är Brisbane, omkring 14 kilometer söder om Taigum. 
Runt Taigum är det i huvudsak tätbebyggt. Genomsnittlig årsnederbörd är 1 434 millimeter. Den regnigaste månaden är januari, med i genomsnitt 283 mm nederbörd, och den torraste är oktober, med 22 mm nederbörd.